# Sterling (Colorado)
Sterling è un centro abitato (city) degli Stati Uniti, capoluogo della contea di Logan, nello stato del Colorado. Secondo il censimento del 2000 la popolazione era di 11.360 abitanti.

## Geografia fisica
Secondo i rilevamenti dell'United States Census Bureau, Sterling si estende su una superficie di 17,8 km².